# Grundtvig-Studier
Grundtvig-Studier er et dansk videnskabeligt tidsskrift til udbredelse af "kendskabet til N.F.S. Grundtvig nationalt som internationalt gennem publicering af forskningsartikler".
Det er udgivet i et samarbejde mellem Grundtvig-Selskabet af 8. september 1947 og Grundtvig Centeret på Aarhus Universitet og udkommer som årbog en gang om året.
Tidskriftet udgiver hovedsageligt på dansk, men også på engelsk og tysk.
Første nummer udkom i 1948.
Alle numre er digitaliseret og tilgængelige fra tidsskrift.dk-platformen.
Redaktører er Anders Holm (ansv.), Mark Bradshaw Busbee og Sune Auken.